# Barbara Kaczor
Barbara Kaczor (ur. 9 września 1970  w Koninie) – polska organistka.
Ukończyła wydział wokalny i instrumentalny (flet poprzeczny) Państwowej Szkoły Muzycznej I i II stopnia im. Karola Kurpińskiego w Kutnie oraz Studium Organistowskie w Płocku. Od 1 sierpnia 1992 roku pracuje jako organistka w Sanktuarium Maryjnym w Licheniu. Nagrała sześć kaset i trzy płyty CD z pieśniami religijnymi.